# Right Whale Rocks
Right Whale Rocks är klippor i Sydgeorgien och Sydsandwichöarna (Storbritannien). De ligger i den nordvästra delen av Sydgeorgien och Sydsandwichöarna.
Terrängen runt Right Whale Rocks är huvudsakligen kuperad, men österut är den platt. Havet är nära Right Whale Rocks åt nordväst.  Trakten runt Right Whale Rocks är nära nog obefolkad, med mindre än två invånare per kvadratkilometer.